# El Varal, Sinaloa
El Varal är en ort i Mexiko.   Den ligger i kommunen Guasave och delstaten Sinaloa, i den västra delen av landet, 1 200 km nordväst om huvudstaden Mexico City. El Varal ligger 27 meter över havet och antalet invånare är 2 677.
Terrängen runt El Varal är mycket platt. Runt El Varal är det ganska tätbefolkat, med 100 invånare per kvadratkilometer. Närmaste större samhälle är Guasave, 9,4 km sydväst om El Varal. Trakten runt El Varal består till största delen av jordbruksmark.